# 聚楽園駅
聚楽園駅（しゅうらくえんえき）は、愛知県東海市荒尾町リノ割にある名鉄常滑線の駅。駅番号はTA07。準急・普通の標準停車駅であるが、上り（神宮前・名鉄名古屋方面）のみ平日朝に一部の快速急行と急行が停車する。東海市内において、旧上野町域（北部）にある駅で唯一速達種別が停車する。

## 歴史
- 1916年（大正5年）2月16日 - 愛知電気鉄道が聚楽園梅林への観光輸送のため現在地から北300mよりに聚楽園臨時乗降場を設置[2]。駅の土地は聚楽園を経営していた山田才吉が提供した。
- 1917年（大正6年）5月10日 - 正式開業。
- 1935年（昭和10年）8月1日 - 名岐鉄道への合併により名古屋鉄道が発足したため、同社の駅となる。
- 1942年（昭和17年）10月 - 愛知製鋼への工員輸送のため現在地に移転[2]。
- 1978年（昭和53年）7月13日 - 下り待避線完成[3]。
- 1982年（昭和57年） - 跨線橋新設[4]。
- 1983年（昭和58年）度 - 貨物営業廃止[5]。
- 1984年（昭和59年）1月1日 - 愛知製鋼専用線（1.3 km）廃止[6]。
- 2004年（平成16年）12月3日 - トランパス対応化工事竣工。駅集中管理システム導入に伴い無人化[7]。
- 2005年（平成17年）1月29日 - 空港線開業に伴う車両増加により、定期運用列車での留置線使用を開始。
- 2008年（平成20年）12月27日 - 準急停車駅に昇格[8]。
- 2011年（平成23年）2月11日 - ICカード乗車券「manaca」供用開始。
- 2012年（平成24年）2月29日 - トランパス供用終了。

## 駅構造
上り線・神宮前方面は島式ホーム（一線通過型）、下り線・太田川方面は相対式ホーム（通過線あり）。他に留置線を持つ。駅舎は2004年に改築されたもの。下りホームに面しており、上りホームへは跨線橋でつながっているほか、名古屋方面への車椅子は、南側の踏切を通りスロープで上がれる。ホームは1・3・4番線共に6両分。
この駅において、準急列車や普通列車が優等列車を待避する光景がしばしば見られる。2004年（平成16年）12月3日に駅集中管理システム（管理駅は太田川駅）による駅員無配置駅となった（ただし運転扱いの係員は引き続き当駅に常駐）。トイレは太田川方面ホーム近くの改札内にある。従来はエレベーターがなく、スロープも太田川方面ホームにしかなかったが、2022年12月9日にエレベーターと多機能トイレが供用開始されバリアフリーに対応した。
常滑線改良工事では信号機の増設が行われ、当駅にも待避線（1・4番線）に第2場内信号機がつけられた。このうち4番線は、6両の停止位置の先に設置された。留置線では車両留置の他、配線や運用の都合上太田川駅で折り返し作業のできない上り方面の列車の折り返し作業に使用されることもある。
太田川駅の多層高架化に伴い、同駅で別方向から来る名古屋方面の列車への対面乗り換えができなくなったため、2011年12月17日のダイヤ改正以降、平日朝ラッシュ時に当駅で対面乗り換えができるように上りの快速急行4本と急行5本が特別停車している。下り列車は当駅では緩急接続ができないため、大江駅または太田川駅で行っている。当駅での8両編成の待避はできないために同様に大江駅または太田川駅で行う（そのような列車はごくまれにしかない）。
かつて、当駅からは駅西側に隣接する愛知製鋼への専用線が分岐していた。分岐点は4番線の西側にある留置線へ繋がる線路の途中にあった。主に有蓋車による製品輸送を行っていたほか、1970年代頃までは原料輸送を行っていた。当駅での貨物営業を1983年に廃止した後に廃線となり、現在線路は全て撤去されている。
| 番線 | 路線      | 方向 | 行先                         | 備考   |
| ---- | --------- | ---- | ---------------------------- | ------ |
| 1    | TA 常滑線 | 下り | 中部国際空港・河和・内海方面 | 待避線 |
| 3    | TA 常滑線 | 上り | 金山・名鉄名古屋方面         | 本線   |
| 4    | TA 常滑線 | 上り | 金山・名鉄名古屋方面         | 待避線 |

付記事項
- 2番線は下りの通過線でホームがないため、のりばの番号からは欠番となっている。

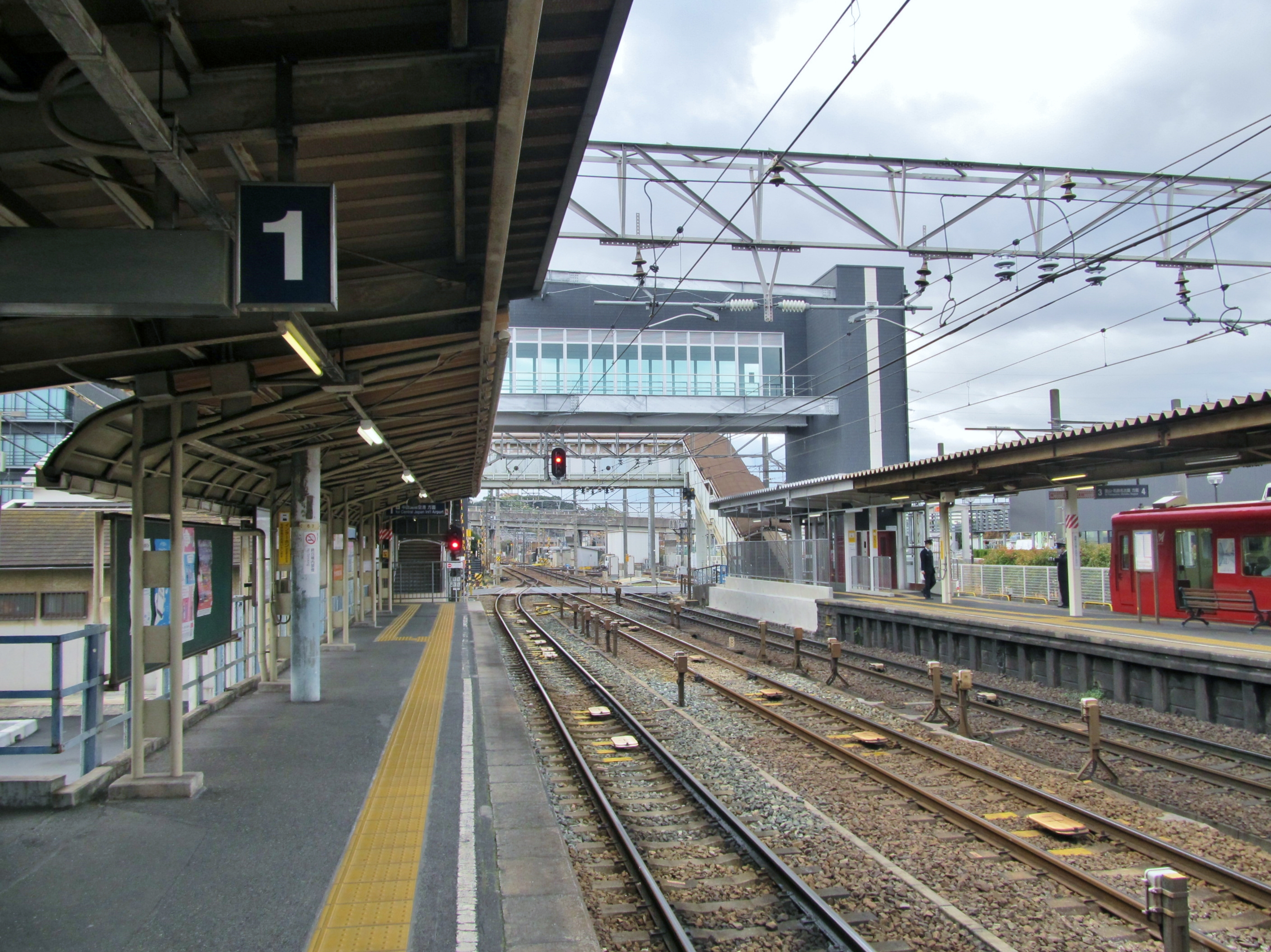
ホーム
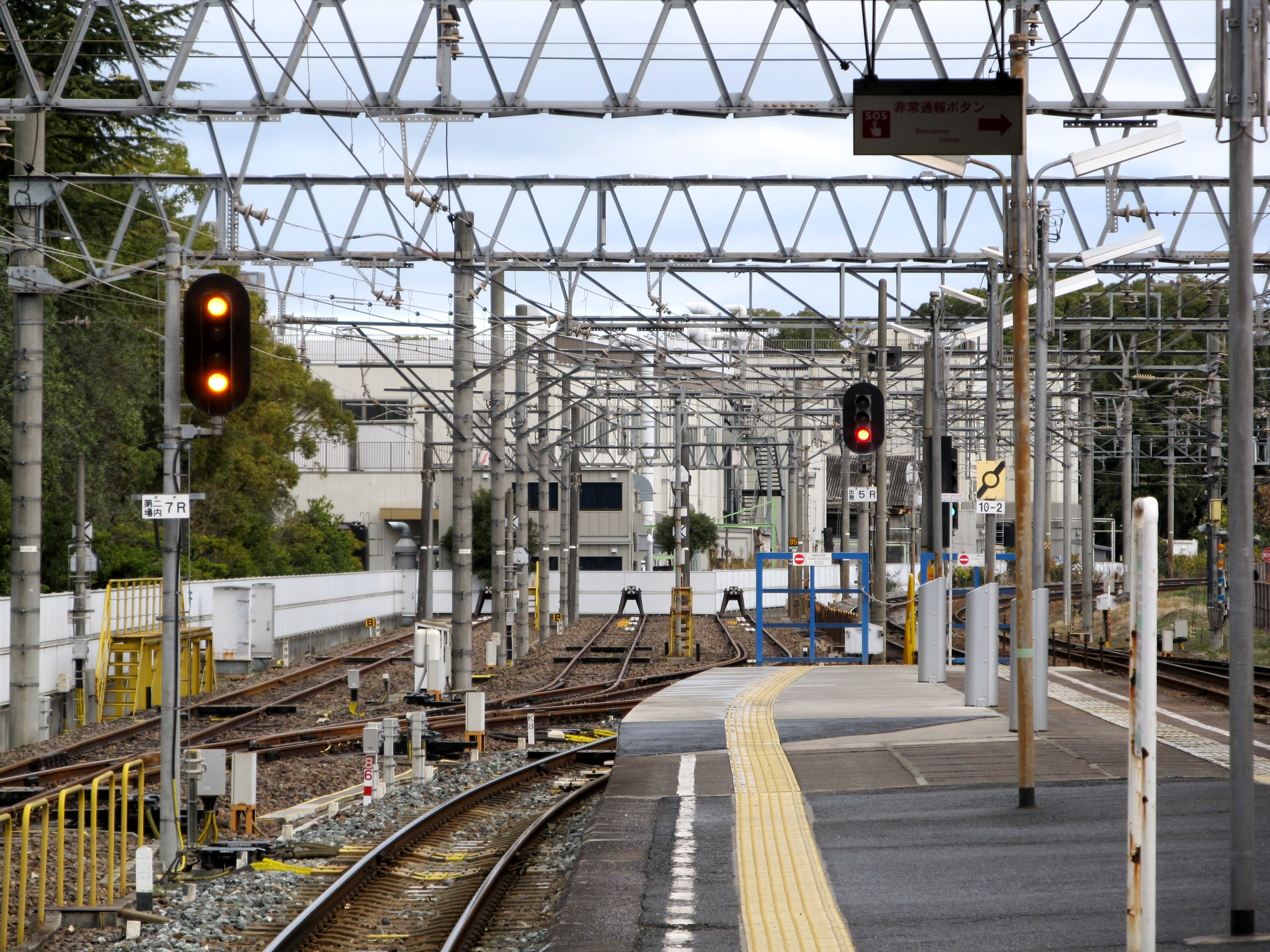
留置線
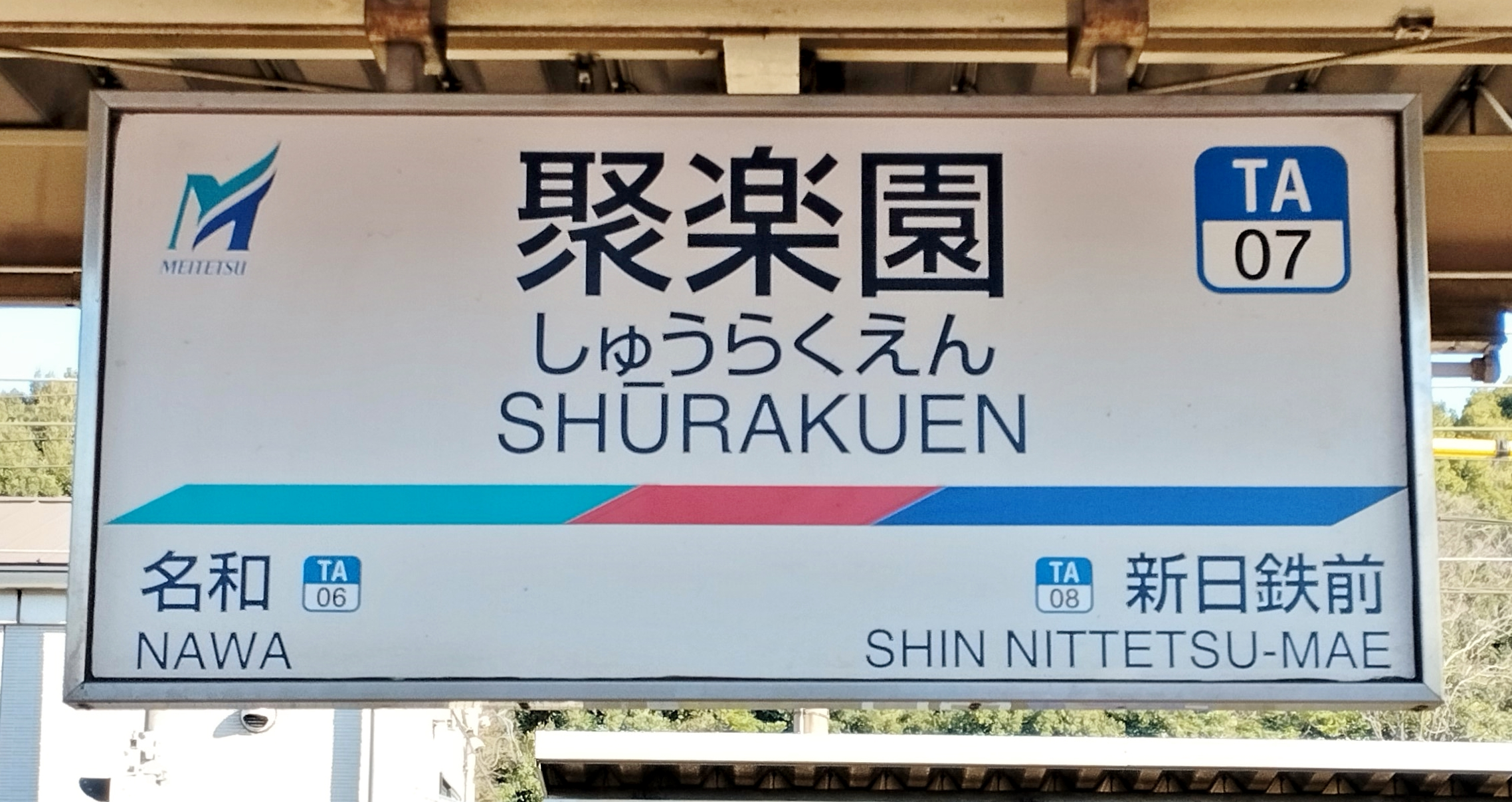
駅名標

### 配線図
| ← 神宮前・ 名古屋方面 | 聚楽園駅 構内配線略図 | → 中部国際空港・ 河和方面 |
| 凡例 出典:            |                       |                           |

## 利用状況
- 「移動等円滑化取組報告書」によれば、2023年度の1日平均乗降人員は6,613人である[13]。
- 『名鉄120年：近20年のあゆみ』によると2013年度当時の1日平均乗降人員は5,541人であり、この値は名鉄全駅（275駅）中75位、常滑線・空港線・築港線（26駅）中9位であった[14]。
- 『名古屋鉄道百年史』によると1992年度当時の1日平均乗降人員は4,681人であり、この値は岐阜市内線均一運賃区間内各駅（岐阜市内線・田神線・美濃町線徹明町駅 - 琴塚駅間）を除く名鉄全駅（342駅）中100位、常滑線・築港線（24駅）中15位であった[15]。
- 「東海市の統計」、「移動等円滑化取組報告書」によると、近年の1日平均乗降人員は下表のとおりである[16][17]。 近年は利用客が増加しており、特急停車駅である尾張横須賀駅、朝倉駅、新舞子駅よりも利用者数は多い。

| 年度               | 1日平均 乗降人員 |
| ------------------ | ---------------- |
| 2007年（平成19年） | 4,610            |
| 2008年（平成20年） | 4,703            |
| 2009年（平成21年） | 4,735            |
| 2010年（平成22年） | 4,747            |
| 2011年（平成23年） | 4,968            |
| 2012年（平成24年） | 5,215            |
| 2013年（平成25年） | 5,541            |
| 2014年（平成26年） | 5,647            |
| 2015年（平成27年） | 5,951            |
| 2016年（平成28年） | 6,142            |
| 2017年（平成29年） | 6,314            |
| 2018年（平成30年） | 6,631            |
| 2019年（令和元年） | 6,671            |
| 2020年（令和02年） | 5,591            |

## 駅周辺

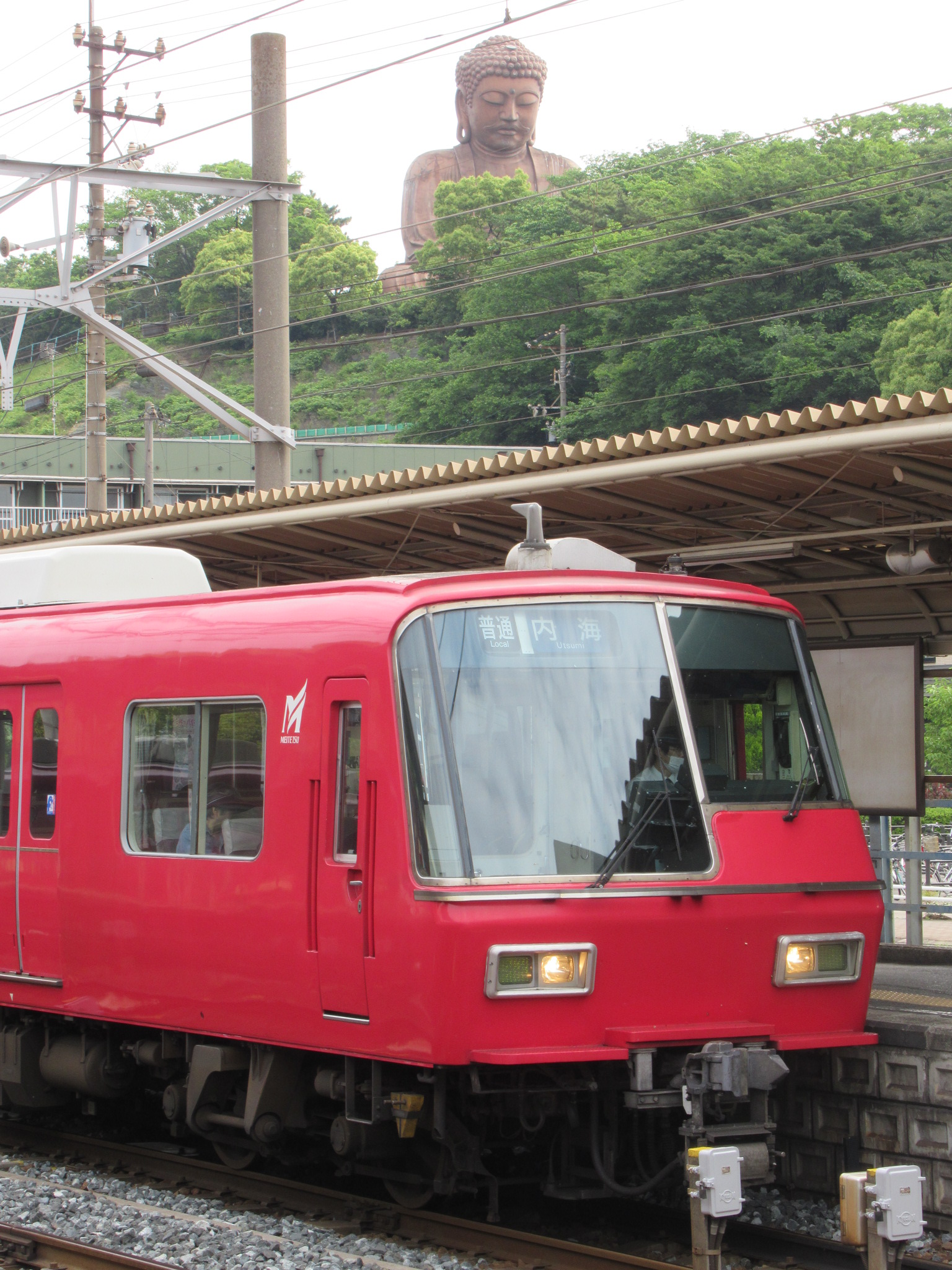
聚楽園駅から聚楽園大仏をのぞむ。

- 聚楽園公園（しあわせ村）- 聚楽園大仏、プール、アスレチック、聚楽園公園キャンプ場、東海市社会福祉協議会、保健福祉センター、がある。
- アピタ東海荒尾店
- MEGAドン・キホーテ 東海名和店
- 東海北郵便局
- とまと記念館
- カゴメ上野工場
- 東海市立上野中学校
- 東海インターチェンジ - 伊勢湾岸自動車道
- 国道247号 - 旧道（常滑街道・知多街道）が駅前を、バイパス（西知多産業道路）が愛知製鋼を挟んで通過する。最寄のICは荒尾IC。
- 国道302号（名古屋環状2号線）
- 愛知県道249号長草東海線 - 駅の南側をバイパスが高架で通過する。
- 愛知製鋼 - 本社は駅のすぐ南東に、知多工場・鍛造工場は駅舎の南に隣接する踏切を渡った反対側にある。かつては専用鉄道があり[18]、鉄鋼製品等を扱っていた。なおこの踏切は愛知製鋼の工場以外に行くことは出来ず、事実上関係者専用である（別に歩行者用の地下道も設置されている）[19]。また当駅と西側にある工場間には公道もなく、敷地は直接接している。

## バス路線
- 東海市循環バス（らんらんバス）
  - 北ルート
  - 中ルート

## 隣の駅
名古屋鉄道
TA 常滑線
□ミュースカイ・■特急・□快速急行・■急行
通過
□快速急行（特別停車）
神宮前駅（NH33） - 聚楽園駅（TA07） - 太田川駅（TA09）
■急行（特別停車）
大江駅（TA03） - 聚楽園駅（TA07） - 太田川駅（TA09）
■準急
大同町駅（TA04） - （一部柴田駅（TA05）） - 聚楽園駅（TA07） - 太田川駅（TA09）
■普通
名和駅（TA06） - 聚楽園駅（TA07） - 新日鉄前駅（TA08）